# Euxolus viridis
Euxolus viridis är en amarantväxtart som först beskrevs av Carl von Linné, och fick sitt nu gällande namn av Horace Bénédict Alfred Moquin-Tandon. Euxolus viridis ingår i släktet Euxolus och familjen amarantväxter. Inga underarter finns listade i Catalogue of Life.